# Moderne Bauformen
Moderne Bauformen war der Titel einer deutschen Architektur-Fachzeitschrift, der Titelzusatz lautete Monatshefte für Architektur und Raumkunst.
Die monatlich erscheinende Zeitschrift wurde von 1902 bis 1944 vom Julius Hoffmann Verlag in Stuttgart herausgebracht. Die Einstellung erfolgte mit dem Heft 7–9 des Jahrgangs 1944.
Die Zeitschrift Moderne Bauformen dokumentierte bis zur Gleichschaltung in der Zeit des Nationalsozialismus wertneutral und bebildert die Entwicklung der Architektur und der Innenarchitektur.